# Zespoły niestabilności chromosomowych
Zespoły niestabilności chromosomowych – grupa chorób dziedzicznych związanych z niestabilnością chromosomów i ich złamaniami. Często wiążą się ze zwiększoną skłonnością do rozwoju niektórych typów nowotworów złośliwych. 
Znane są następujące zespoły niestabilności chromosomowych:
- zespół ataksja-teleangiektazja
- zaburzenie podobne do ataksji-telangiektazji[4] (ang. ataxia-telangiectasia-like disorder, ATLD)
- zespół Blooma
- niedokrwistość Fanconiego
- zespół Nijmegen
- zespół Wernera
- skóra pergaminowa
- Zespół ICF
- Zespół Robertsa